# فرودگاه جان وین
فرودگاه جان وین (به انگلیسی: John Wayne Airport) یک فرودگاه همگانی بهره‌برداری هوایی با کد یاتا SNA است که یک باند فرود آسفالت دارد و طول باند آن ۱۷۳۸ متر است. این فرودگاه در شهر شهرستان اورنج، کالیفرنیا کشور ایالات متحده آمریکا قرار دارد و در ارتفاع ۱۷ متری از سطح دریا واقع شده‌است.

## شرکت‌های هواپیمایی و مقصدهای پروازی

### مسافری
The following airlines offer scheduled passenger service. All international arrivals (excluding flights from destinations with U.S. border preclearance) are processed in Terminal C.
| شرکت‌های هواپیمایی                    | مقصدهای پروازی | Refs  |
| ------------------------------------ | --- | ----- |
| آلاسکا ایرلاینز                      | پورتلند، ال آی سی. گوستاو دیاز اورداز، لوس کابوس، سیاتل-تاکوما                                                                  | [ ۱ ] |
| آلاسکا ایرلاینز اجرا توسط هوریزن ایر | آلبوکرکی (آغاز از ۱۸ اوت ۲۰۱۷)، رنو تاهوئه، سانفرانسیسکو (آغاز از December 15), چارلز م. شولتس شهرستان سنوما                    | [ ۱ ] |
| آلاسکا ایرلاینز اجرا توسط اسکای‌وست   | سانفرانسیسکو، سان خوزه | [ ۱ ] |
| امریکن ایرلاینز                      | اوهر شیکاگو، دالاس-فورت ورث، فینکس اسکای هاربر                                                                                  | [ ۳ ] |
| دلتا ایرلاینز                        | هارتسفیلد-جکسون آتلانتا، متروپولیتن شهرستان وین دیترویت (آغاز از ۱۰ سپتامبر ۲۰۱۷)، مینیاپولیس−سنت پل، سالت‌لیک‌سیتی               | [ ۵ ] |
| دلتا کانکشن                          | مک‌کاران، سالت‌لیک‌سیتی، سیاتل-تاکوما                                                                                              | [ ۵ ] |
| فرانتیر ایرلاینز                     | دنور | [ ۶ ] |
| ساوت‌وست ایرلاینز                     | میدوی شیکاگو، دالاس لاو، دنور، ویلیام پی. هابی, مک‌کاران، اوکلند، فینکس اسکای هاربر، سکرامنتو، سانفرانسیسکو، سان خوزه، لوس کابوس | [ ۷ ] |
| یونایتد ایرلاینز                     | اوهر شیکاگو، دنور، جرج بوش، لیبرتی نیوآرک، سانفرانسیسکو                                                                         | [ ۸ ] |
| یونایتد اکسپرس                       | سانفرانسیسکو | [ ۸ ] |
| وست جت                               | ونکوور | [ ۹ ] |

### باری
| شرکت‌های هواپیمایی | مقصدهای پروازی                      |
| ----------------- | ----------------------------------- |
| فدکس اکسپرس       | لس‌آنجلس، ممفیس                      |
| یوپی‌اس ایرلاینز   | لوئیویل، انتاریو، فینکس اسکای هاربر |